# Lychnophora
 Lychnophora  Mart., 1822 è un genere di piante angiosperme dicotiledoni della famiglia delle Asteraceae.

## Etimologia
Il nome scientifico del genere è stato definito per la prima volta dal botanico Carl Friedrich Philipp von Martius (1794-1868) nella pubblicazione " Denkschriften der Koniglich-Baierischen Botanischen Gesellschaft in Regensburg. Regensburg" ( Denkschr. Königl.-Baier. Bot. Ges. Regensburg 2: 148) del 1822.

## Descrizione

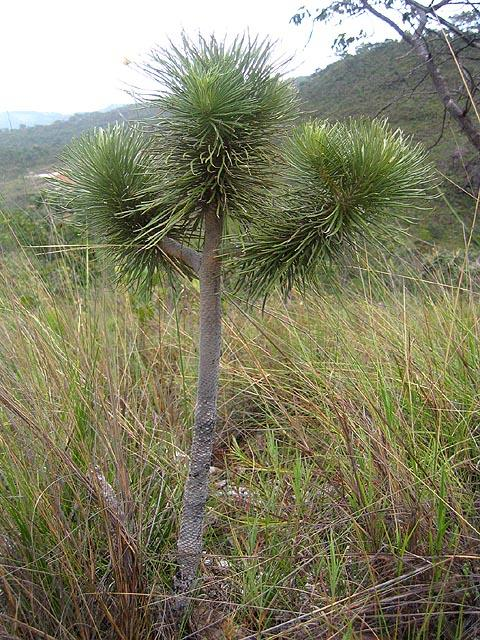
Il portamento
Lychnophora ericoides

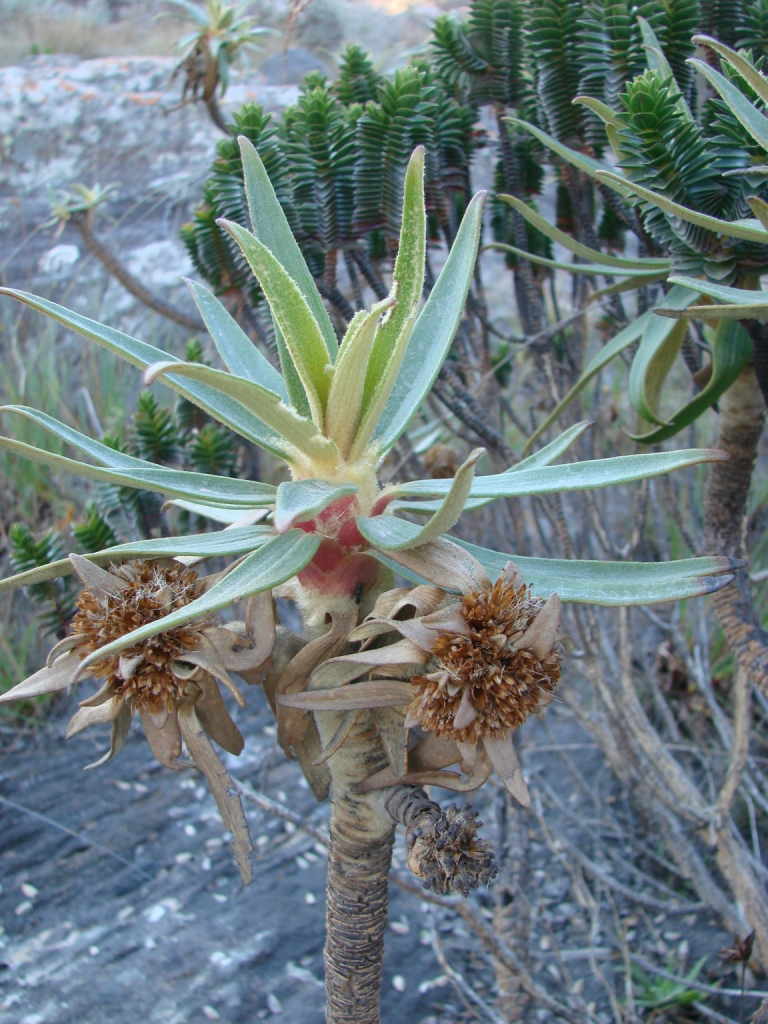
Le foglie
Lychnophora sellowii

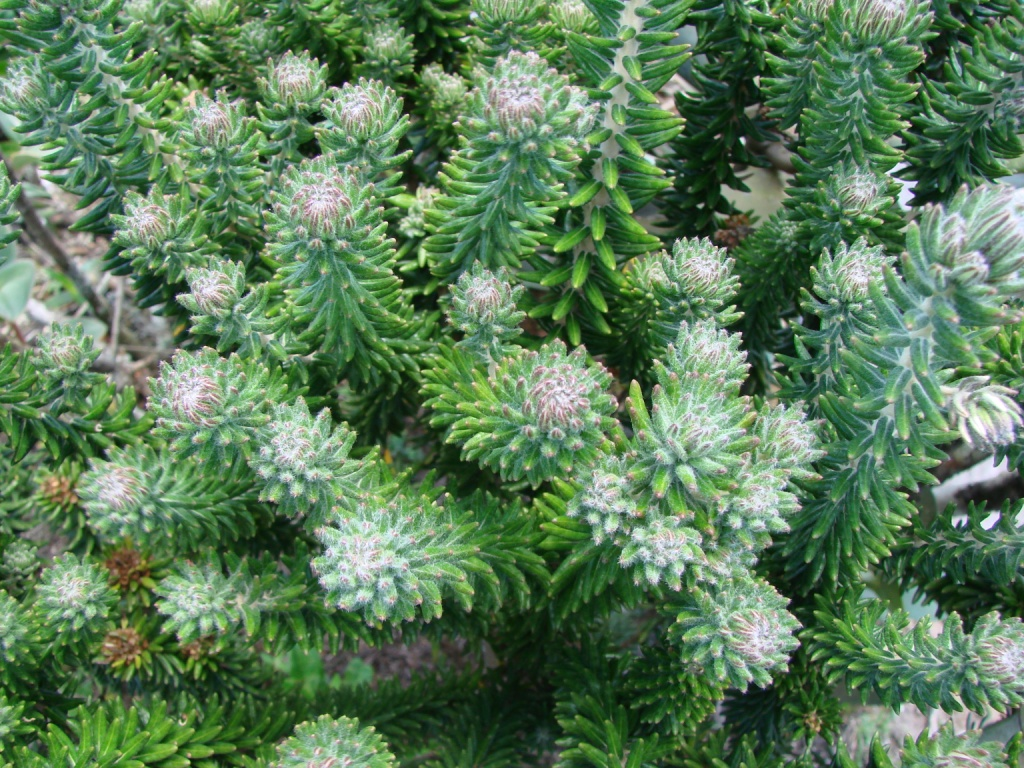
Infiorescenza
Lychnophora triflora

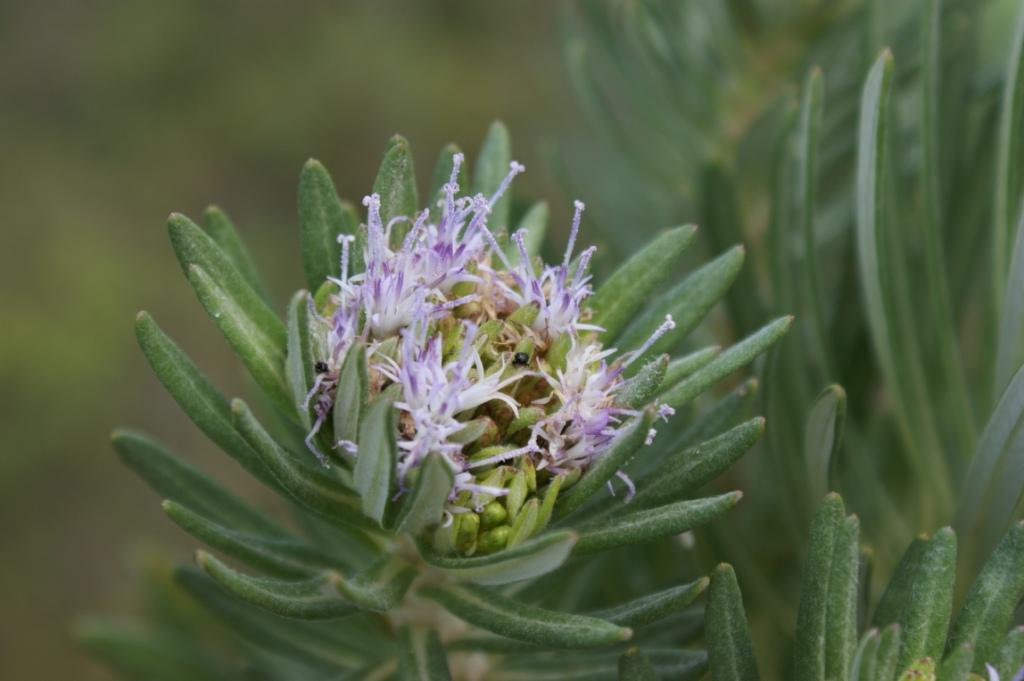
I fiori
Lychnophora salicifolia

Le specie di questa voce sono delle piante con cicli biologici perenni con habitus di tipo arbustivo o piccolo-arboreo. In particolare sono presenti degli habitus rosettiformi e candelabriformi. L'indumento è pubescente per peli di vario tipo a forma di bottiglia, a T, contorti, del tipo stellato a 3 - 5 braccia. Gli organi interni di queste piante contengono lattoni sesquiterpenici.
Le foglie lungo il caule sono disposte in modo alterno e sessile senza guaina (raramente picciolate) in dense spirali. La forma è intera a forma ericoide e a consistenza coriacea e margini mucronati. I margini generalmente sono interi e revoluti. Le venature sono pennate o disposte in modo sublongitudinale. In alcune specie la pagina fogliare adassiale è ricoperta di bolle e vesciche e quella abassiale è di tipo tomentoso.
Le infiorescenze, terminali, sono formate da capolini sessili raggruppati in forme globulari o emisferiche. I capolini sono composti da un involucro a forma cilindrica (o raramente campanulata o ovoidale) formato da 12 - 25 brattee embricate su 4 - 6 serie che fanno da protezione al ricettacolo sul quale s'inseriscono i fiori tubulosi. Le brattee più interne sono decidue. Il ricettacolo può essere da nudo (senza pagliette) a faveolato (raramente fimbriato).
I fiori, da 1 a 25 per capolino, sono tetra-ciclici (ossia sono presenti 4 verticilli: calice – corolla – androceo – gineceo) e pentameri (ogni verticillo ha in genere 5 elementi). I fiori sono inoltre ermafroditi e actinomorfi (raramente possono essere zigomorfi).
- Formula fiorale:

*/x K {\displaystyle \infty }, [C (5), A (5)], G 2 (infero), achenio
- Calice: i sepali del calice sono ridotti ad una coroncina di squame.
- Corolla: le corolle sono formate da un tubo terminante in 5 lobi; il colore varia da porpora a biancastro; la superficie è glabra.
- Androceo: gli stami sono 5 con filamenti liberi e distinti, mentre le antere sono saldate in un manicotto (o tubo) circondante lo stilo.[11] Le antere, sagittate e sprovviste di ghiandole, hanno la base arrotondata; le appendici apicali in genere sono glabre e indurite. Il polline è tricolporato (con tre aperture sia di tipo a fessura che tipo isodiametrica o poro), echinato (con punte) e non "lophato".[12]
- Gineceo: lo stilo è filiforme e privo di nodi. Gli stigmi dello stilo sono due divergenti con la superficie stigmatica posizionata internamente (vicino alla base). La pubescenza è del tipo a spazzola con peli appuntiti e settati.[13] L'ovario è infero uniloculare formato da 2 carpelli.

I frutti sono degli acheni con pappo. Gli acheni, a forma da cilindrica a prismatica, hanno 4 - 5 angoli/coste e 8 - 10 venature con superficie glabra. All'interno si può trovare del tessuto di tipo idioblasto e rafidi di tipo subquadrato; raramente è presente il tessuto tipo fitomelanina. Il carpopodium (carpoforo) è poco appariscente. Il pappo, mono-bi-seriato, è formato da setole piatte o da cinghie contorte o anche da squame.

## Biologia
- Impollinazione: l'impollinazione avviene tramite insetti (impollinazione entomogama tramite farfalle diurne e notturne).
- Riproduzione: la fecondazione avviene fondamentalmente tramite l'impollinazione dei fiori (vedi sopra).
- Dispersione: i semi (gli acheni) cadendo a terra sono successivamente dispersi soprattutto da insetti tipo formiche (disseminazione mirmecoria). In questo tipo di piante avviene anche un altro tipo di dispersione: zoocoria. Infatti gli uncini delle brattee dell'involucro si agganciano ai peli degli animali di passaggio disperdendo così anche su lunghe distanze i semi della pianta.

## Distribuzione e habitat
La distribuzione delle piante di questa voce è relativa al Brasile.

## Tassonomia
La famiglia di appartenenza di questa voce (Asteraceae o Compositae, nomen conservandum) probabilmente originaria del Sud America, è la più numerosa del mondo vegetale, comprende oltre 23.000 specie distribuite su 1.535 generi, oppure 22.750 specie e 1.530 generi secondo altre fonti (una delle checklist più aggiornata elenca fino a 1.679 generi). La famiglia attualmente (2021) è divisa in 16 sottofamiglie.

### Filogenesi
Le specie di questo gruppo appartengono alla sottotribù Lychnophorinae descritta all'interno della tribù Vernonieae Cass. della sottofamiglia Vernonioideae Lindl.. Questa classificazione è stata ottenuta ultimamente con le analisi del DNA delle varie specie del gruppo. Da un punto di vista filogenetico in base alle ultime analisi sul DNA la tribù Vernonieae è risultata divisa in due grandi cladi: Muovo Mondo e Vecchio Mondo. I generi di Lychnophorinae appartengono al clade relativo all'America.
La sottotribù, e quindi i suoi generi, si distingue per i seguenti caratteri:
- le infiorescenze raramente sono spicate (a forma di spiga);
- i capolini in genere sono grandi;
- le corolle sono prive di ghiandole stipitate;
- il polline non è "lophato";
- negli acheni sono sempre presenti i rafidi di tipo subquadrato.

In precedenza la tribù Vernonieae, e quindi la sottotribù (Lychnophorinae) di questo genere, era descritta all'interno della sottofamiglia Cichorioideae. Nell'ambito della tribù, la sottotribù Lychnophorinae occupa, da un punto di vista filogenetico, una posizione vicina al "core" (si è evoluta tardivamente rispetto alle altre sottotribù) ed è vicina alle sottotribù Vernoninae e Chrestinae. Questo genere, nella filogenesi della sottotribù, occupa il "core" della sottotribù: è l'ultimo genere che si è evoluto insieme al genere Eremanthus Less. (entrambi formano un "gruppo fratello").
I caratteri distintivi per le specie di questo genere ( Lychnophora) sono:
- i margini delle foglie sono revoluti;
- le infiorescenze sono formate da capolini sincefali solitari (raramente in spighe);
- i fiori per capolino sono 1 - 12;
- il pappo è formato su 1 - 2 serie.

Il numero cromosomico delle specie di questo genere è: 2n = 34 e 36.

### Elenco delle specie
Questo genere ha 29 specie:
- Lychnophora albertinioides  Gardner
- Lychnophora brunioides  Mart.
- Lychnophora candelabrum  Sch.Bip.
- Lychnophora crispa  Mattf.
- Lychnophora damazioi  Beauverd
- Lychnophora diamantinana  Coile & S.B.Jones
- Lychnophora ericoides  Mart.
- Lychnophora gardneri  Sch.Bip.
- Lychnophora granmogolensis  (Duarte) D.J.N.Hind
- Lychnophora grisea  Loeuille, Semir & Pirani
- Lychnophora haplopappa  Loeuille, Semir & Pirani
- Lychnophora harleyi  H.Rob.
- Lychnophora hatschbachii  (H.Rob.) Loeuille, Semir & Pirani
- Lychnophora martiana  Gardner
- Lychnophora nanuzae  Semir
- Lychnophora passerina  (Mart. ex DC.) Gardner
- Lychnophora phylicifolia  DC.
- Lychnophora pinaster  Mart.
- Lychnophora pohlii  Sch.Bip.
- Lychnophora ramosissima  Gardner
- Lychnophora rosmarinifolia  Mart.
- Lychnophora rupestris  Semir
- Lychnophora salicifolia  Mart.
- Lychnophora semirii  D.Marques & J.N.Nakaj.
- Lychnophora souzae  H.Rob.
- Lychnophora spiciformis  Loeuille & Siniscalchi
- Lychnophora staavioides  Mart.
- Lychnophora uniflora  Sch.Bip.
- Lychnophora villosissima  Mart.

Nota: la specie Lychnophora damazioi Beauverd nella filogenesi ha una posizione ambigue: il genere è in posizione di "core", mentre la presente specie risulta vicina al genere Prestelia.

### Sinonimi
Sono elencati alcuni sinonimi per questa entità:
- Episcothamnus H.Rob.
- Haplostephium  Mart. ex DC.
- Lychnophoriopsis  Sch.Bip.